# Shake Me
Shake Me ist der Titel eines Liedes der US-amerikanischen Rockband Cinderella und stammt von deren Debütalbum Night Songs, dessen zweite ausgekoppelte Single es war. Erstmals veröffentlicht wurde es 1984, zwei Jahre, bevor die Band einen Plattenvertrag bekam.

## Hintergrund
Cinderella hatten 1984 und 1985 zwei Demos aufgenommen und damit unter anderem die Aufmerksamkeit von Jon Bon Jovi erregt, der ihnen mithilfe von Derek Shulman (A&R-Manager bei Mercury Records) einen Plattenvertrag verschaffte. Der ursprüngliche Schlagzeuger der Band, Jim Drnc, wurde bei den Aufnahmen durch Jody Cortez ersetzt, die Produktion des Debütalbums übernahm Andy Johns. Alle Songs der Platte schrieb Sänger und Gitarrist Tom Keifer.
Shake Me war von der Band ursprünglich 1984 als Shake Me! im Selbstverlag aufgenommen und als Vinylsingle  veröffentlicht worden. Für das Album Night Songs hatte die Band den Titel neu aufgenommen und später als Nachfolgesingle zu Nobody’s Fool ausgekoppelt. Das Lied erschien in den USA, in Südafrika und Europa jeweils als Siebenzoll-Single. Zusätzlich wurde in den USA eine Promo-Single im Maxisingle-Format (12 Zoll) veröffentlicht, in Großbritannien wurde die Maxisingle auch zum Verkauf angeboten.
Die Single enthielt als B-Seite das Lied Night Songs, die Maxisingle zusätzlich den Song Hell on Wheels.

## Coverversionen
Die US-amerikanische Band Ridel High veröffentlichte 1998 eine Coverversion des Liedes für das Kompilationsalbum Mëtal Rüles - A Tribute to the Bad Hair Days.